# Boris Jardel
Boris Jardel (Parigi, 10 novembre 1967) è un musicista francese originario di Lione.
È il chitarrista degli Indochine dal 1998. Si interessa alla musica fin dalla giovane età, mostrando particolare predisposizione per chitarra e batteria.

## La carriera con gli Indochine
Nel 1998 entra nel gruppo e parte in tournée con il "Wax Tour" anche conosciuto come  "Indo Live". Verso la fine del 1999 il gruppo parte per una tournée acustica durante la quale Boris ha la possibilità di esibirsi cantando la cover di Wonderwall degli Oasis (uno dei suoi gruppi preferiti insieme a i Beatles e agli Who) conquistandosi così l'affetto dei fan. Da quella tournée verrà estratto il DVD "Nuits Intimes".
L'album Paradize degli Indochine esce nel 2002. Boris collabora alla stesura dei brani "Le Manoir" e "Popstitute". L'album è un enorme successo che vende 500000 copie diventando disco dell'anno agli NRJ Music Award e gli Indochine vengono nominati Best French Act agli MTV Europe Music Awards del 2003. Il grande successo dell'album si riflette anche sulla tournée, che fa segnare il tutto esaurito nei concerti in giro per l'Europa e si conclude nel famoso palazzetto di Paris-Bercy davanti a 15000 persone.
Per celebrare il tour agli inizi del 2004 esce il triplo DVD 3.6.3, che contiene i due concerti a Bercy (Parigi), e quasi tre ore di contenuti speciali, per una durata totale di sei ore. A seguire esce anche l'album live 3.6.3.
Nel marzo del 2005 Boris si chiude in studio con gli Indochine (di cui diventa membro a tempo pieno) per la registrazione dell'album Alice&June (uscito il 19 dicembre 2005). Collaborerà con il cantante Nicola Sirkis alla stesura dei brani "Gang bang", "Un homme dans la bouche", "Vibrator" e "Sweet dreams".  La presentazione ufficiale dell'album avviene in una conferenza stampa organizzata il 27 settembre alla Tour Eiffel, e l'album entra direttamente al secondo posto nelle classifica francese e al primo di quella belga. Diventa disco d'oro vendendo 450000 copie. Il 6 marzo 2006 a Montpellier si apre il "Alice&June tour" che diventerà uno dei più grandi successi con tre date sold out a Parigi-Bercy.
Per festeggiare i 25 anni di carriera degli Indochine la band parte per il Vietnam dove insieme all'orchestra filarmonica locale il 6 giugno 2006 darà luogo ad un concerto molto suggestivo da cui verranno estratti un album live e un DVD uscito nel febbraio 2007.
Nel 2008 Boris e la band tornano in studio per la registrazione del nuovo album, ma non prima di avere aderito a la causa Reporters sans frontières incidendo la cover di You Spin Me Round (like a Record) degli Dead or Alive per il boicottaggio della cerimonia d'apertura delle Olimpiadi di Pechino, tutti i proventi del video vengono devoluti alla causa.
Nel febbraio 2009 il singolo Little Dolls precede l'uscita dell'album La République des Meteors, pubblicato il 9 marzo. L'album è un ennesimo successo che vende 400,000 copie, la tournée "Meteor tour" ha inizio il 26 giugno all'Olimpia di Parigi e si conclude un anno dopo con un evento unico, il concerto allo Stade de France il 26 giugno 2010 davanti a più di 80,000 persone. Il concerto che celebra anche i 30 anni di carriera della band viene preceduto da una curiosa campagna pubblicitaria che vede Boris e Nicola Sirkis posare completamente nudi insieme agli altri componenti della band che però sono vestiti. Il concerto è sold out dopo pochissimo tempo dalla messa in vendita dei biglietti nel novembre 2008, Boris e gli Indochine sono il primo gruppo francese a suonare allo Stade de France.

## Altre partecipazioni
- Comincia a farsi conoscere nel 1995 partecipando al tour di Axel Bauer
- Nel 1997 Peter Kingsbery ex leader del duo Cock Robin fonda un secondo gruppo "Tish" insieme a Boris e a Dimitri Tikovoï. Di quel gruppo resta solo un brano "We all need Protection" ceduto a Florent Pagny per il suo album "Savoir aimer".
- Sempre nel 1997 partecipa alla registrazione dell'album " Simple Mortel" di Axel Bauer e parte in tournée con l'Affaire Louis Trio.
- Da dicembre 1998 a ottobre 1999 partecipa alla tournée "Tour des Anges" di Zazie
- Dal marzo all'ottobre 2001 sale sul palco con Vanessa Paradis per il "Bliss Tour"
- Registra due brani ("Le Grand Huit" e "La Nuit La Plus Longue") con Hubert Mounier per l'album "Le Grand Huit"
- Sempre nel 2001 suona sui brani "Mes Petites Filles Chéries" e "L'Aquarium", contenuti nell'album  "Imbécile Heureuse" di Arielle
- Verso la fine del 2003 partecipa al concerto per i 20 anni del magazine Rolling Stone
- Nel maggio 2004 registra i brani  "Révolution.com", "Attends" e "No one hears you anymore" per l'album Révolution.com di No One Is Innocent

## Riconoscimenti
Nel 2005 arriva al 5º posto della classifica I migliori chitarristi della rivista Rock Mag
È stato votato miglior chitarrista del 2006 in un referendum organizzato da le Mouv' e Rock Mag

## Chitarre utilizzate
- Fender Stratocaster
- Fender Telecaster
- Gibson Les Paul
- Gretsch White Falcon
- Epiphone Supernova signature Noel Gallagher
- Takamine KEYSTONE EF381C
- Duesenberg starplayer TV Blue sparkle